# Oles Sanin

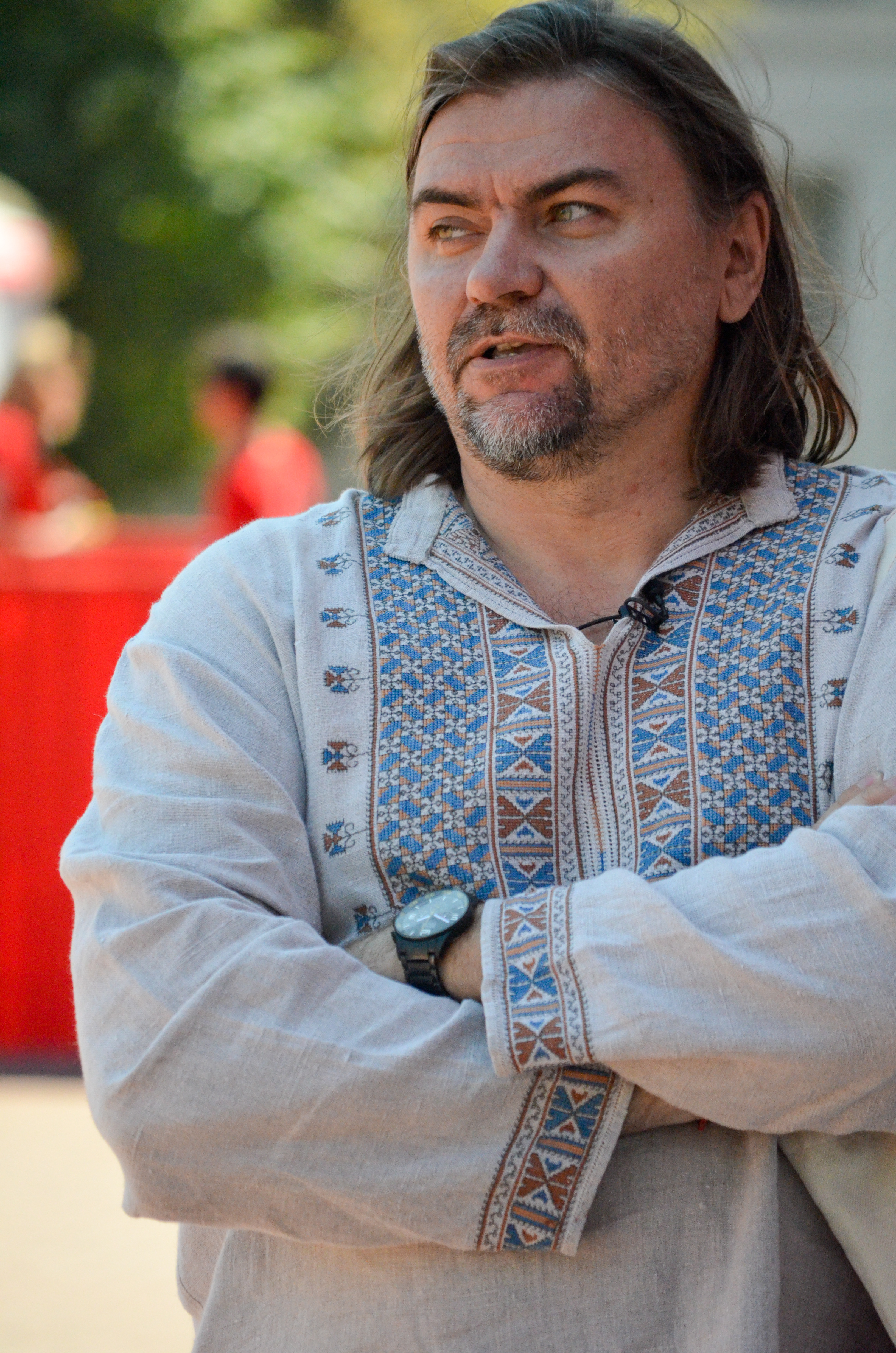
Oles Sanin beim Internationalen Filmfestival Odessa, 2014 (Foto: Andriy Makukha)

Oles Hennadijowytsch Sanin (ukrainisch Олесь Геннадійович Санін; * 30. Juli 1972 in Kamin-Kaschyrskyj, Ukrainische SSR) ist ein ukrainischer Filmemacher.

## Leben
Sanin ist im ukrainischen Wolhynien als Enkel eines Instrumentenbauers aufgewachsen. Er erlernte das Spiel auf den traditionellen Zupflauten Bandura und Torban sowie der Drehleier Lira. Zudem übte er bereits als Junge auf der Laute Kobsa, die seit Jahrhunderten von den nach ihnen benannten Kobsar – den Gesang der meist blinden Musiker begleitend – gespielt wird.
Als Jugendlicher fand er Interesse an der Arbeit vor und hinter der Kamera. Zum Studium ging er nach Kiew, wo er 1993 an der Schauspielklasse der nach Iwan Karpenko-Karyj benannten Staatlichen Universität für Theater, Film und Fernsehen bei Valentina Symnija und 1998 am Film Directing Course for Feature Films bei Leonid Ossyka abschloss. Praktika führten ihn in die Niederlande und in die USA.
Seine musikalische Praxis kultivierte Sanin auch als Erwachsener: Unter dem Künstlernamen Олесь Смик oder nur Смик (Oles Smyk bzw. Smyk, international auch Smik) war er in Kiew Mitglied eines Ensembles, das traditionelle Folklore aufführte und auch aufnahm. Auch auf einer CD-Einspielung der Kobzar Guild (Kiew, 2003) ist er mit vertreten. Schauspielerisch war er nur wenig tätig. In Атентат: Осеннее убийство в Мюнхене / Atentat: Ossennee ubyjstwo w Mjunchene von Oles Jantschuk (1993) spielte er die Rolle des Orest.
Von 1994 bis 2000 arbeitete Sanin für Internews Network und drehte Dokumentationen. 2008 und 2017 drehte er gemeinsam mit Mark Jonathan Harris. Die zweite Zusammenarbeit galt der Ukraine, ihrer über die Jahrhunderte wiederholten Geschichte im Visier von Usurpation und ihrer prekären Gegenwart: Breaking Point. The War for Democracy in Ukraine (2017). The New York Times charakterisierte den Film als „fierce“ und zitierte zu Beginn der Rezension eine Interviewte, die den Anfang der ukrainischen Hymne (englisch: “Ukraine has not yet died”) ins Gespräch einbringt, um zu betonen, dass für ein Land, das mehrfach an der Kippe zum Untergang gewesen war (“often perched on the edge of ruin”), das schiere Überleben Grund zum Feiern sei.

## Mamay
Oles Sanins erster Spielfilm war Мамай (Mamay), 2003. Er wurde für den Besten Fremdsprachigen Film beim Oscar eingereicht – gedreht hatte Sanin sowohl auf Ukrainisch als auch in krimtatarischer Sprache. Die Arbeit schöpft aus der ins 16. Jahrhundert zurückreichenden Überlieferung und schildert die verbotene Liebe zwischen einem Kosaken und einer Tatarin. Er ist mit seinen beiden Brüdern aus dem versklavten Dasein in Zwangsarbeit geflohen, sie lebt als Nomadin und ist Schwester strenggläubiger Muslime. Eine Wiedergabe des Plots, befand die europäische Kritik, könne dem Film nur unzureichend gerecht werden. Er wirke wie ein bewegtes Gemälde. Einerseits hieß es, mit diesem „visually striking“ Spielfilmdebüt erwecke der Regisseur den poetischen Film in der Tradition von Sergej Paradschanow neu. Einschränkend wurde angemerkt, dass der Appell zu kulturenüberschreitender Toleranz („plea for cross-cultural tolerance“) „irgendwo unter den überwältigenden Bildern und der schönen Musik begraben“ („... buried somewhere beneath the ravishing images and beautiful music“) sei. Im Freitag war schon unmittelbar nach Fertigstellung des Films zu lesen gewesen, Oles Sanin habe sich mit diesem Debüt als „Filmfreak“ zu erkennen gegeben, „der vom Hongkong-Thriller genauso beeinflusst ist wie von den Autorenfilmen der sechziger Jahre“.
2021 wurde Мамай (Mamay) in die Liste der 100 besten Filme in der Geschichte des ukrainischen Kinos aufgenommen.

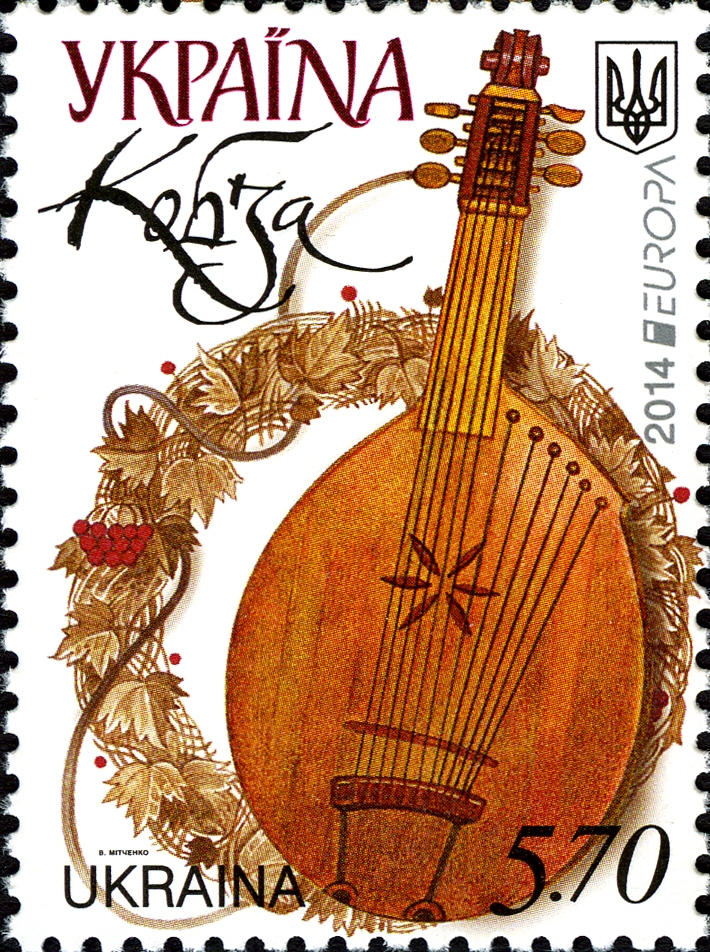
Kobsa als Motiv einer ukrainischen Briefmarke (2014)

## The Guide
2004 kam es zu einer Begegnung von Oles Sanin mit dem Schauspieler Jack Palance. Sanin, der persönliche Erfahrung in der Assistenz eines blinden Barden hatte, unterbreitete Palance seine Idee zu einem Film über die Kobsar und über die stalinistische Gewalt an ihnen – eines der ukrainischen Traumata des 20. Jahrhunderts. Palance soll Sanin bestärkt haben, einen solchen Film umzusetzen, knapp zehn Jahre später war dieser fertiggestellt. Seine Premiere hatte Поводир / The Guide beim Internationalen Filmfestival Warschau, wo er im Internationalen Wettbewerb lief. Vom Internationalen Filmfestival in Odessa berichtete Bert Rebhandl für die Frankfurter Allgemeine Zeitung über das „Nationalepos reinsten Wassers“. Auch dieser Film, für den in der Ukraine in den ersten 25 Tagen nach Kinostart 277.597 Karten verkauft worden waren, wurde wieder als Bester Fremdsprachiger Film eingereicht, auch er gelangte jedoch nicht auf die Shortlist. Der Film spielt im Charkiw der 1930er Jahre, zur Zeit des Holodomor und des Großen Terror: Ein US-amerikanischer Kommunist will aus Identifikation mit den Idealen des Sozialismus vor Ort am Fortschritt der Sowjetunion mitwirken, dort lebt er nun mit seinem etwa zehnjährigen Sohn, der die neue Sprache noch nicht gut beherrscht, und seiner frisch angetrauten Frau, einer einheimischen Sängerin. Die Dinge laufen aus dem Ruder, als der Mann in den Besitz von Geheimdokumenten kommt, weder er noch seine Frau bleiben am Leben – obwohl viele Filme seit dem Fall der Sowjetunion das Schicksal der Ukraine unter dem Stalinismus behandelt hätten, so der Kritiker von The Atlantic, habe dies keiner „quite so well“ getan wie The Guide von Oles Sanin. Der kleine Peter kann fliehen und lernt Iwan, einen alten Mann, kennen. Dieser ist ein blinder Kobsar. Peter wird zu seinem Führer. „The kobzar“, so Joshua First im Atlantic weiter, „is a key figure in Ukrainian folk culture, who is blind by definition and who plays a large lute-like instrument called a bandura. Many were killed in the 1930s because of their connection to pre-Soviet Ukrainian nationalism. The Guide is the first major film to explore this lost culture that once faced such heavy persecution.“ (The Guide greife als erster großer Spielfilm den Kobsar als Schlüsselfigur ukrainischer folk culture auf und thematisiere die Verfolgung und Ermordung dieser Gruppe infolge ihrer Rolle im ukrainischen Nationalgefühl und Nationalismus.) Kritische Stimmen bemängelten, der Film lasse keine Ambivalenzen zu. Die Russen stünden für das Böse schlechthin, die Kobsar seien als „half-Jedi and half-Hobbit“ dargestellt. Trotz bemerkenswerter Landschaftsaufnahmen sei der Film, abschließend betrachtet, „far too manipulative to be truly effective“. Einen Cameo-Auftritt hat der Schriftsteller Serhij Schadan als Dichter.
Nach dem Russischen Überfall auf die Ukraine 2022 zeigten in den USA zahlreiche Kinobetriebe aller Größenordnungen den Film in einer konzertierten Aktion.

## Werk
Dokumentationen drehte Oles Sanin ab 2004. In den einschlägigen Datenbanken und Listen sind über ein Dutzend solcher Veröffentlichungen aufgezählt. Sanins dritter Spielfilm widmet sich der Figur des Oleksa Dowbusch – der für Mai 2022 angekündigte Kinostart musste verschoben werden.
Spielfilme
- Мамай (Mamay), UA, 2003
- Поводир, або квіти мають очі (The Guide), UA, 2013
- Довбуш (Dowbusch, international Dovbush), UA 2021/2022